# GemeinsamErleben
GemeinsamErleben ist ein soziales Netzwerk der Synexit GmbH mit Sitz in Wien. Ziel der Plattform ist es, Menschen mit gemeinsamen Interessen und Hobbys miteinander zu vernetzen. Sie bietet Mitgliedern die Möglichkeit, an Gruppenaktivitäten teilzunehmen, eigene Veranstaltungen zu organisieren oder über Kontaktvorschläge neue Leute kennenzulernen. GemeinsamErleben ist in Deutschland, Österreich und der Schweiz aktiv und verzeichnet über eine Million registrierte Mitglieder (Stand November 2024).

## Geschichte
GemeinsamErleben entstand aus dem Vorgängerprojekt friendseek, das 2011 als interessenbasierte Partnersuche mit einem Webportal und einer Facebook-App von Alexander Lendl gegründet wurde. Im Zuge der Weiterentwicklung wurde die zugrundeliegende Software zu einer White-Label-Community-Plattform ausgebaut. Diese Technologie wurde ab 2013 in spezialisierten Projekten, wie beispielsweise der Tennispartnerbörse, die mit dem Wiener Tennisverband gestartet wurde, oder der Freizeitpartnerbörse der Naturfreunde Österreich, eingesetzt und ins GemeinsamErleben-Netzwerk integriert.
Seit 2018 liegt der Fokus auf der Plattform GemeinsamErleben. 2021 übernahm die Synexit GmbH den größten deutschen Mitbewerber Spontacts von ProSiebenSat.1 Media, die Spontacts zuvor durch die Übernahme des Commerce-Geschäfts von der Jochen Schweizer GmbH im Jahr 2017 in ihr Portfolio integriert hatte. Die Marke Spontacts wird weitergeführt, die Spontacts-Plattform wurde hingegen durch die Softwarelösung von GemeinsamErleben ersetzt und Teil des GemeinsamErleben-Netzwerks.

## Konzept
Das Konzept von GemeinsamErleben basiert darauf, Menschen miteinander zu vernetzen, die ähnliche Interessen, Hobbys oder Lebenssituationen teilen. Die Plattform bietet zwei Hauptansätze:
1. Teilnahme an Gruppenaktivitäten: Nutzer können entweder an Aktivitäten in ihrer Region teilnehmen, oder selbst eigene Aktivitäten erstellen, um neue Leute kennenzulernen und Freizeitaktivitäten gemeinsam zu gestalten.
2. Direkte Kontaktaufnahme: Über personalisierte Kontaktvorschläge haben Nutzer die Möglichkeit, gezielt Gleichgesinnte zu finden und direkt mit ihnen in Kontakt zu treten.

Ein Schwerpunkt der Plattform ist es, dem wachsenden gesellschaftlichen Problem der Einsamkeit entgegenzuwirken. Das Kompetenznetz Einsamkeit (KNE) und die Plattform gegen Einsamkeit empfehlen die digitale Plattform GemeinsamErleben als effektive Strategie gegen soziale Isolation. Freizeit-Apps ermöglichen es Nutzern, gezielt Gleichgesinnte zu finden und neue soziale Kontakte zu knüpfen, was laut Experten eine wirksame Methode zur Überwindung von Einsamkeit darstellt.
GemeinsamErleben ist eine Freizeit- und Freundschafts-App und keine Dating-Plattform.

## Demographie
Die Nutzerbasis von GemeinsamErleben ist überwiegend weiblich (ca. 60 %) und liegt hauptsächlich in der Altersgruppe zwischen 30 und 65 Jahren.

## Finanzierung
GemeinsamErleben ist werbefinanziert. Darüber hinaus finanziert sich die Plattform über optionale Abonnements, die den Mitgliedern eine werbefreie Nutzung, mehr Funktionen oder die Bewerbung eigener Dienstleistungen ermöglichen. Die Entwicklung der White-Label-Lösung wurde 2018 durch ein siebenstelliges Investment einer Privatstiftung finanziert.

## Verfügbarkeit und Bewertung
GemeinsamErleben ist als Webportal und als App im Google Play Store und im App Store von Apple verfügbar. Die Bewertungen liegen im Februar 2025 bei 4,8/5 im Google Play Store und bei 4,7/5 im App Store. Die App erhält in den App Stores insgesamt positive Bewertungen, die Vielfalt der verfügbaren Aktivitäten und die Tatsache, dass alle wichtigen Funktionen kostenlos sind, werden häufig erwähnt. Negative Bewertungen beziehen sich vor allem darauf, dass die Plattform anfangs etwas kompliziert wirkt.